# 咆勃爵士樂
咆勃爵士樂（英文：Bebop或Bop），又譯波普、比波普、或博普，源於美國，是一種興起於1940年代初中期的爵士樂演奏形式，相較於大樂團時期的爵士樂，咆勃爵士樂在垂直的和聲上採用許多延伸音，水平的旋律構築除與和聲的延伸音相應外，也運用許多鄰接音與半音來即興。節奏方面常運用許多重音錯置手法造成特殊的律動。樂團編制較小為該風格的另一項特色，個人即興能力與樂團的互動能力受到相當大的重視。此外，對音樂家來說演奏咆勃爵士樂的技巧難度也大幅提升，更需要高度的樂器控制能力才能演奏。
咆勃爵士樂奠定了現代爵士樂的基礎，其後於50年代發展的硬咆勃及酷派爵士都是基於咆勃爵士的延伸或反思。

## 歷史源流
咆勃爵士樂的先鋒包括薩克斯風手查理·帕克(Charlie "Bird" Parker)、小號手迪吉·葛列茲比(Dizzy Gillespie)、鋼琴手巴德·包威爾(Bud Powell)、鼓手麥克斯·羅契(Max Roach)、肯尼·克拉克(Kenny Clarke)與吉他手查理·克理斯欽(Charlie Christian)。承襲傳統而來的這些年輕音樂家在40年代的中期，為爵士樂帶來新的即興演奏想法與觀念，雖在當時亦遇到不少樂評或是老一輩的音樂家批評，但時間證明咆勃爵士樂在日後成為現代爵士樂最重要的基礎。
在第二次世界大戰爆發的同時，大樂團的搖擺樂演奏形式已無法滿足一群位於紐約的年輕音樂家，他們認為：
1. 在大樂團中，編寫好的部分較多，而留給獨奏者即興發揮的空間較少；
2. 早期爵士音樂和聲上較缺乏刺激性；
3. 即興內容上，早期的音樂家們多以調性內的琶音手法演奏，旋律以較多四分音符而非大量的八分音符為主，節奏亦未有較刺激的感受.

## 演奏手法
旋律上，樂手們使用大量的八分音符為主軸，並採用了許多半音趨近或經過音的手法增加線條的複雜度，許多的裝飾音也是複雜旋律的手法之一；引用了Altered scale、Lydian Dominant scale甚或全音階也是素材之一。
和聲上，大量以四度上行或大二度上下行為主的二五和聲行進被大量地使用在樂曲中，使即興者無法再僅以同一個調的音階應付，而必須要繞著複雜的和弦行進走，大小調調式互換的方式亦反映在所演奏的旋律上；和聲節奏的密集也是另一項特色，常常一小節即出現兩個和弦，使即興者須能夠快速地反應才能流暢地演奏。由查利·帕克根基於藍調所譜寫的Blues for Alice一曲即可見證：
|Fmaj7　　　|Em7b5　A7　|Dm7　　G7　|Cm7　F7　　|
|Bb7　　　　|Bbm7　Eb7　|Am7　　D7　|Abm7　Db7　|
|Gm7　　　　|C7　　　　　|Fmaj7　D7　|Gm7　C7　　|
節奏上，常出現以三為一組的音形，造成節奏錯置的感覺，或是刻意將重音或高音放在反拍造成搶拍的效果，搖擺感的製造上，咆勃音樂家亦與搖擺樂音樂家不同，採用重音錯置或奇數群組的音形來製造豐富的搖擺感。此時期的曲子多半在演奏的速度上十分快速，充份展現咆勃音樂家對於樂器掌控度、腦海中對和聲旋律反應迅速的特性。
作曲上，此時期的音樂家仍深植於藍調、流行歌曲的曲式，但利用了上述和聲的手法改進，或是重新譜寫新的複雜旋律於原本的和聲行進上（如Tadd Dameron的Hot house之於What is this thing called love）。
合奏模式上，由於咆勃音樂多以三到六人編制的小樂團演奏，各樂器的音量變大，音色也較激昂。鼓手及鋼琴手須要更多對即興者的呼應，甚或給予節奏上或和聲上的動機以刺激即興者，構成了須要高度互動聆聽的現代爵士樂基礎。

## 咆勃音樂家
- 薩克斯風：查利·帕克、Sonny Stitt、朗尼·史葛、Cannonball Adderley、Dextor Gordon
- 小號：迪齊·吉萊斯皮、邁爾士·戴維斯、Fats Navaro、Clifford Brown
- 鋼琴：Bud Powell、塞隆尼斯·孟克、Tadd Dameron
- 鼓：Kenny Clarke、麥斯·羅區、Art Blakey
- 低音結他：Charles Mingus、Percy Heath、Ray Brown
- 吉他：Charlie Christian、喬·帕斯

## 經典曲目
- 根基於藍調：Blues for Alice、Now's the Time、Au Privave、Billie's Bounce、Blue Monk、Straight, no chaser
- 根基於I got rhythm曲式：Anthropology、Wee、Moose the Mooch、Passport、Red Cross
- 根基於How High the Moon：Ornithology
- 根基於Cherokee：Ko-ko
- 根基於Lady Bird: Half Nelson
- 根基於Lady Be Good: Dewey Square
- 全新譜寫之創作：Confirmation、A Night In Tunisia、Bebop等等。

## 重要專輯
在咆勃音樂成形時，由於當時樂手工會罷工而引起的錄音禁令，使音樂的演進過程未被完整的保存下來。因此，咆勃音樂的錄音出現時，已經是一種相當成熟的音樂。
- 1945 Town Hall, New York City：在此張專輯後，長期合作演奏的查利·帕克與迪齊·吉萊斯皮分道揚鑣，各組成自己的樂團。

- 1950 Bird & Diz：查利·帕克與迪齊·吉萊斯皮在50年再度聚首，查利·帕克更首度在這張專輯與Thelonious Monk有正式的錄音合作。

- 1953 Jazz at Massey Hall：由查利·帕克、迪齊·吉萊斯皮、Bud Powell、Charles Mingus、麥斯·羅區五位咆勃樂時期最優秀的音樂家所重新聚首錄製的現場專輯。此張專輯中，查利·帕克為了避開唱片公司的合約問題而以Charlie Chan名義錄音。

## 影響
咆勃爵士樂的演奏手法直接地反映在所有日後的爵士樂手身上，接著所發展出來的硬式咆勃與酷派爵士，基本上仍是咆勃音樂以不同的演奏概念或更進階的方式所詮釋的結果，直至60年代調式音樂及自由爵士的出現，才再度大幅地改變了爵士音樂的聲響。但是即使在較現代的爵士音樂家，舉凡Mike Stern、Chris Potter、Joshua Redman等等的演奏中，咆勃音樂的句法仍然俯拾即是，成為通往現代爵士樂演奏家不可不會的學習歷程。至今仍有許多音樂家發行向這些咆勃音樂大師，尤其是查利·帕克，的致敬專輯。如義大利裔薩克斯風手Stefano di Battista的Parker's Mood專輯、美國小號手Roy Hargrove亦同名為Parker's Mood的專輯、美國鼓手Roy Haynes的Birds of a Feather專輯，都是現代樂手向咆勃爵士樂致敬之佳作。